# Geschützter Landschaftsbestandteil Niederwaldkomplex Katzensaal
Der Geschützte Landschaftsbestandteil Niederwaldkomplex Katzensaal mit einer Flächengröße von 13 ha liegt südwestlich von Thieringhausen im Stadtgebiet von Olpe (Kreis Olpe). Es wurde 2020 durch den Kreistag des Kreises Olpe als Geschützter Landschaftsbestandteil (LB) mit dem Landschaftsplan  Nr. 5 Rothaarvorhöhen zwischen Olpe und Altenhundem ausgewiesen. Von 1984 bis 2020 gehörten die Flächen zum Landschaftsschutzgebiet Kreis Olpe. Der LB ist vom Landschaftsschutzgebiet Rothaarvorhöhen, Typ A umgeben.

## Gebietsbeschreibung
Im LB liegt ein Niederwald mit bei Ausweisung 15 bis 40 Jahre alten Birken und Eichen an der unteren Hangzone des Bergrückens Katzensaal / Elberscheid. Nur sehr vereinzelt stocken etwas ältere Kernwüchse von Bäumen. In der Waldrandzone liegen zwei kurze, lokal von Torfmoos begleitete Quellsiepen mit jungen Erlen-Stockausschlägen.
Der Landschaftsplan führt zum LB aus: „Der vitale Niederwaldkomplex mit seinen naturnahen Quellbiotopen ist Teil eines naturraumtypischen Eichenmischwald-Biotopverbundsystems im Raum Thieringhausen - Altenkleusheim - Neuenkleusheim. Schützenswert sind die kulturhistorische Waldnutzungsform, die hohe strukturelle Vielfalt und das Vorkommen von Quellpopulationen gefährdeter Pflanzenarten. Mit unterschiedlich exponierten Böschungen und eigenem Kleinklima stellen die Pingen und weitere Eintiefungen zudem Sonderbiotope im Wald dar, die durch eine Laubholzbestockung in der unmittelbaren Umgebung in ihrem Biotoppotenzial noch gestärkt werden könnten. Gegenüber vielen anderen historischen Bergbauarealen der Region und des Plangebietes zeichnet sich das Bergbauareal Rhonard aufgrund der sehr hohen Dichte bergbaulicher Relikte durch eine besonders hohe Ablesbarkeit seiner landeskundlichen und kulturlandschaftlichen Bedeutung aus.“

## Schutzzweck
Die Ausweisung erfolgt „zur Sicherung, Erhaltung und Entwicklung eines strukturreichen Niederwaldkomplexes mit naturnahen Quellsiepen.“ Insbesondere:
- „als Lebensstätte wild lebender Tier- und Pflanzenarten,“
- „als Verbindungselement im Sinne des Biotopverbundsystems,“
- „als belebendes Landschaftselement sowie zur Bereicherung des Landschaftsbildes,“
- „als Relikt einer kulturhistorisch bedeutsamen Waldnutzungsform und als Element einer gewachsenen Kulturlandschaft.“[1]

## Verbote
Es wurde ein spezielles Verbot für den LB erlassen:
- „im Falle der Endnutzung eine aktive Wiederaufforstung mit anderen, als den derzeit auf der Fläche befindlichen standortheimischen Laubholzarten (vor allem Birke, Eiche, Eberesche, Roterle), vorzunehmen.“[1]

## Gebote
Für den LB wurden vier spezielle Gebote erlassen:
- „die niederwaldartige Nutzung als traditionelle Waldbewirtschaftungsform beizubehalten bzw. wieder aufzunehmen,“
- „ältere kernwüchsige Laubbäume zu erhalten,“
- „die Quellsiepen und die natürlicherweise vernässten Standorte zu erhalten sowie die Wiedervernässung auf entwässerten Standorten zu fördern,“
- „aufkommende Fichten sowie andere nicht standortgerechte bzw. nicht heimische Gehölzarten zu entfernen.“[1]